# 阿爾馬鎮區 (北達科他州卡弗利爾縣)
阿爾馬鎮區（英語：Alma Township）是位於美國北達科他州卡弗利爾縣的一個鎮區。

## 地方資料
阿爾馬鎮區的面積為92.63平方千米，當中陸地面積為92.39平方千米，而水域面積為0.24平方千米。根據2020年美國人口普查的數據，當地共有人口41人，而人口密度為每平方千米0.44人。